# غريغ أ. هاريس
غريغ أ. هاريس (بالإنجليزية: Greg Harris) هو لاعب كرة قاعدة أمريكي، ولد في 2 نوفمبر 1955 في لينووود في الولايات المتحدة.

## وصلات خارجية
- غريغ أ. هاريس على موقع دوري كرة القاعدة الرئيسي (الإنجليزية)
- غريغ أ. هاريس على موقعبيزبول رفرنس.كوم (الدوري الرئيسي) (الإنجليزية)
- غريغ أ. هاريس على موقعبيزبول رفرنس.كوم (الدوري الثانوي) (الإنجليزية)
- غريغ أ. هاريس على موقع إي إس بي إن.كوم (أم.أل.بي) (الإنجليزية)
- غريغ أ. هاريس على موقع مشجعي الرسوم البيانية (الإنجليزية)